# 오르테즈

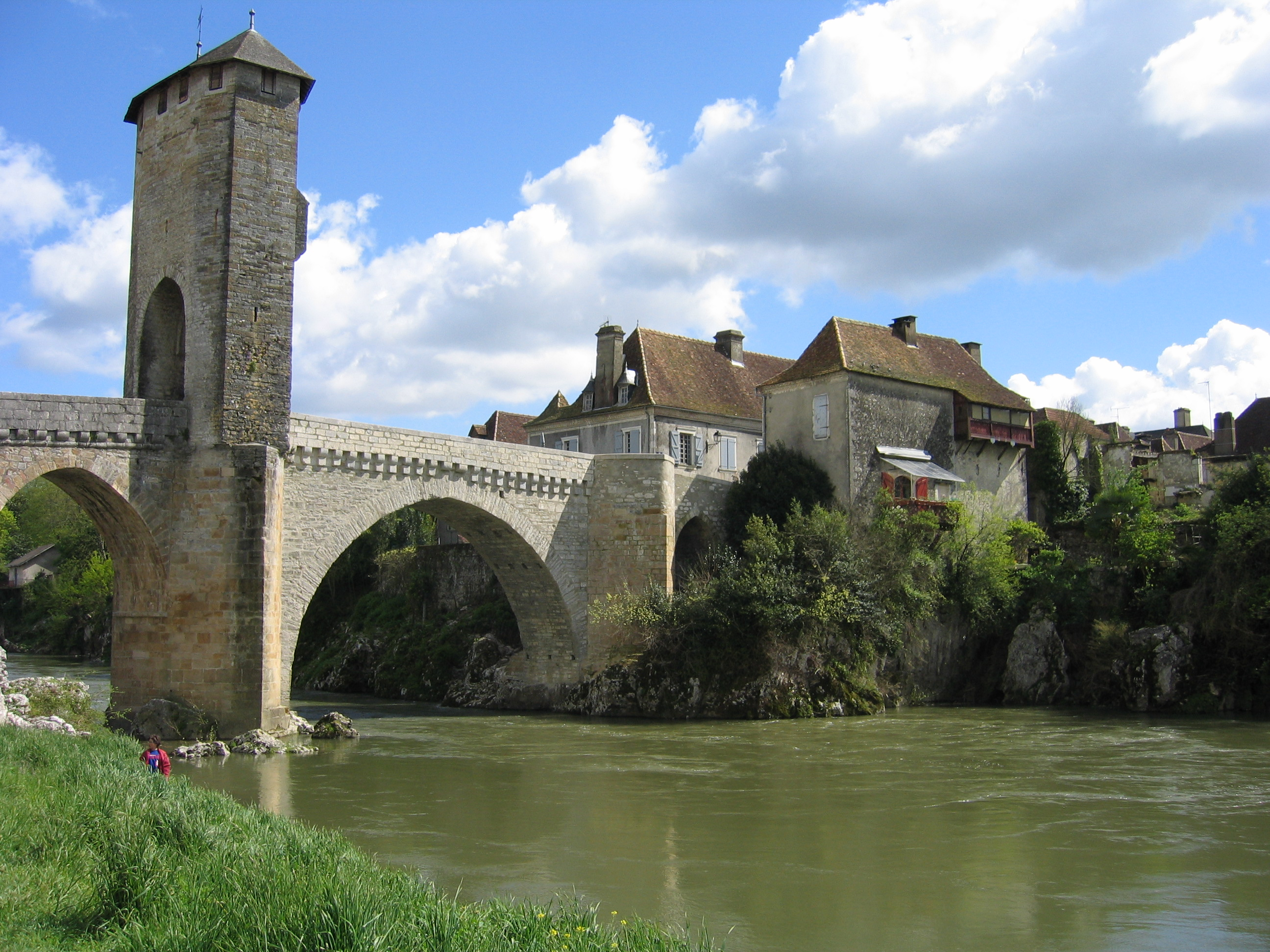
오르테즈

오르테즈(프랑스어: Orthez)는 프랑스 남서부 피레네자틀랑티크주에 위치한 코뮌이고, 누벨아키텐 지역이다.
바욘으로 가는 남부 철도의 포에서 북서쪽으로 40km 정도 떨어진 곳에 위치한다. 1973년까지 독립된 코뮌이었던 생트수잔의 작은 마을도 포함하고 있으며, 이 마을의 주민들은 오르테지엔 또는 생트수자네라고 불린다.

## 경제
삼베와 아마, 특히 투아유 드 베른이라고 불리는 직물의 방적과 직조, 밀가루 제분, 종이와 가죽의 제조, 그리고 잠봉 드 바욘과 다른 진미로 알려진 햄의 준비가 그것의 산업에 속한다. 이 지역에는 돌과 대리석 채석장이 있고, 이 마을은 가죽, 햄, 석회 무역이 번창하고 있다.